# Gampong Baro (Jaya)
Gampong Baro is een bestuurslaag in het regentschap Aceh Jaya van de provincie Atjeh, Indonesië. Gampong Baro telt 231 inwoners (volkstelling 2010).